# Relaciones Afganistán-Emiratos Árabes Unidos
Las relaciones Afganistán-Emiratos Árabes Unidos hacen referencia a los lazos bilaterales entre Afganistán y los Emiratos Árabes Unidos.
Los EAU tienen una pequeña presencia militar humanitaria en Afganistán. Las tropas de los EAU han sido bien recibidas por el país como soldados musulmanes aliados y los soldados Emirati complementan la hospitalidad afgana que encuentran.
Las protestas de Kabul surgieron cuando estalló la controversia sobre la tortura Issa bin Zayed Al Nahyan, en la que Issa, un miembro de la familia real, fue visto golpeando brutalmente  a un hombre afgano que fue acusado de haberle robado solo $ 5000. Los Emiratos Árabes Unidos mantienen una embajada en Kabul, mientras que Afganistán tiene una embajada en Abu Dhabi y un consulado general en Dubái.
El 10 de enero de 2017, cinco diplomáticos de los Emiratos Árabes Unidos murieron en un bombardeo de una casa de huéspedes en la ciudad de Kandahar, hiriendo al embajador de los Emiratos Árabes Unidos en Afganistán, Juma Mohammed Abdullah al-Kaabi.